# Yusufkuyusu, Şereflikoçhisar
Yusufkuyusu là một xã thuộc huyện Şereflikoçhisar, tỉnh Ankara, Thổ Nhĩ Kỳ. Dân số thời điểm năm 2011 là 45 người.